# Вудланд (Алабама)
Вудланд (енгл. Woodland) град је у америчкој савезној држави Алабама. По попису становништва из 2010. у њему је живело 184 становника.

## Демографија
Према попису становништва из 2010. у граду је живело 184 становника, што је 8 (4,2%) становника мање него 2000. године.
| Група             | 2000.       | 2010.       |
| Белци             | 170 (88,5%) | 171 (92,9%) |
| Афроамериканци    | 22 (11,5%)  | 4 (2,2%)    |
| Азијати           | 0 (0,0%)    | 0 (0,0%)    |
| Хиспаноамериканци | 0 (0,0%)    | 7 (3,8%)    |
| Укупно            | 192         | 184         |